# Electro (postać komiksowa)

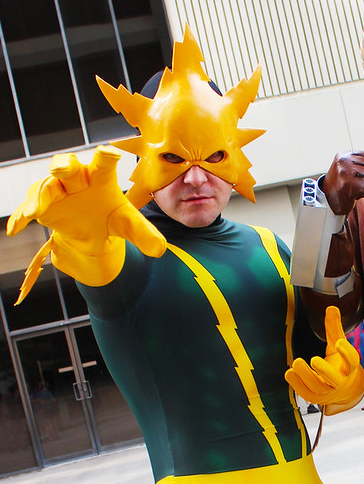
Electro

Electro (Max Dillon) – postać fikcyjna z serii komiksów marvelowskich o Spider-Manie.

## Historia
Max Dillon pracował w elektrowni. Gdy pewnego dnia, podczas burzy, naprawiał kabel telefoniczny, w słup obok uderzyła błyskawica. Potężne wyładowanie przeszło po drucie i trafiło Dillona. Nie zginął jednak, za to jego ciało zostało naładowane energią elektryczną. Wkrótce okazało się, że Dillon może kontrolować ją. Zaczął więc życie jako superprzestępca. 
Podczas pierwszego ataku, Dillon został powstrzymany przez Spider-Mana. Poprzysiągł za to zemstę, i wielokrotnie wracał – sam, lub jako członek Sinister Six.

## Moce i zdolności
Electro może atakować wrogów potężnym ładunkiem elektrycznym. Może również emitować maleńkie iskierki, paraliżujące wrogów. Posiada też ograniczoną zdolność latania. Potrafi również, za pomocą mikroskopijnych wyładowań, zakłócać zdolność wspinania się Spider-Mana po ścianach, oraz powodować spięcia w przewodach elektrycznych.

## Adaptacje
Electro pojawił się w filmach Niesamowity Spider-Man 2 i Spider-Man: Bez drogi do domu, gdzie w rolę Maxa Dillona wcielił się Jamie Foxx